# Artemisia campestris
Espèce
Artemisia campestris, l'Armoise des champs, ou aurone est une espèce de plantes à fleurs de la famille des Asteraceae. 

## Dénominations
Elle est aussi appelée aurone en français courant. 

## Description générale
La floraison a lieu de juillet à novembre.

## Liste des sous-espèces et variétés
Selon The Plant List (27 août 2014). :
- Artemisia campestris subsp. alpina (DC.) Arcang.
- Artemisia campestris subsp. borealis (Pall.) H.M.Hall & Clem.
- Artemisia campestris subsp. bottnica Lundstr. ex Kindb.
- Artemisia campestris subsp. canadensis (Michx.) Scoggan
- Artemisia campestris subsp. caudata (Michx.) H.M.Hall & Clem.
- Artemisia campestris subsp. glutinosa (Besser) Batt.
- Artemisia campestris subsp. inodora Nyman
- Artemisia campestris subsp. maritima (DC.) Arcang. (Armoise de Lloyd)
- Artemisia campestris subsp. pacifica (Nutt.) H.M.Hall & Clem.
- Artemisia campestris subsp. variabilis (Ten.) Greuter

Selon Tropicos (27 août 2014). (Attention liste brute contenant possiblement des synonymes) :
- Artemisia campestris subsp. borealis (Pall.) H.M. Hall & Clem.
- Artemisia campestris subsp. campestris
- Artemisia campestris subsp. canadensis (Michx.) Scoggan
- Artemisia campestris subsp. caudata (Michx.) H.M. Hall & Clem.
- Artemisia campestris subsp. glutinosa (Besser) Batt.
- Artemisia campestris subsp. pacifica (Nutt.) H.M. Hall & Clem.
- Artemisia campestris subsp. pycnocephala (Less.) H.M. Hall & Clem.
- Artemisia campestris subsp. sericea Lemke & Rothm.
- Artemisia campestris var. alpina DC.
- Artemisia campestris var. borealis (Pall.) M. Peck
- Artemisia campestris var. campestris
- Artemisia campestris var. canadensis (Michx.) S.L. Welsh
- Artemisia campestris var. caudata (Michx.) E.J. Palmer & Steyerm.
- Artemisia campestris var. douglasiana (Besser ex Hook.) B. Boivin
- Artemisia campestris var. glomerata Pamp.
- Artemisia campestris var. gmeliniana Besser
- Artemisia campestris var. latisecta Fernald
- Artemisia campestris var. macilenta Maxim.
- Artemisia campestris var. marschalliana (Spreng.) Poljakov
- Artemisia campestris var. pacifica (Nutt.) M. Peck
- Artemisia campestris var. petiolata S.L. Welsh
- Artemisia campestris var. pubescens (Ledeb.) Trautv.
- Artemisia campestris var. purshii (Besser) Cronquist
- Artemisia campestris var. scouleriana (Besser) Cronquist
- Artemisia campestris var. sericophylla (Rupr.) Poljakov
- Artemisia campestris var. spithamaea (Pursh) M. Peck
- Artemisia campestris var. steveniana Besser
- Artemisia campestris var. strutziae S.L. Welsh
- Artemisia campestris var. wormskioldii (Besser) Cronquist

La sous-espèce Artemisia campestris subsp. cinerea Le Houér. (1995) est endémique de la Tunisie.

## Écologie
La plante est un hôte pour les chenilles des papillons Cucullia argentea et Diacrisia purpurata.
La plante pousse souvent en compagnie de Jurinea cyanoides.

## Protection
En France, l'espèce est protégée en Bourgogne.
En Belgique, elle est légalement protégée.

#### PourArtemisia campestris
- Ressources relatives au vivant :   - Australasian Pollen and Spore Atlas
  - Base de données des plantes d'Afrique
  - BioLib
  - Calflora
  - Dyntaxa
  - EPPO Global Database
  - European Nature Information System
  - Fire Effects Information System
  - Flora Catalana
  - Flora of China
  - Flora of North America
  - Flora of Wisconsin
  - FloraWeb
  - Germplasm Resources Information Network
  - Global Biodiversity Information Facility
  - iNaturalist
  - Info Flora
  - Interim Register of Marine and Nonmarine Genera
  - International Plant Names Index
  - Michigan Flora
  - Nálezová databáze ochrany přírody
  - NBN Atlas
  - NDFF Verspreidingsatlas
  - Nederlands Soortenregister
  - New Zealand Organisms Register
  - The Plant List
  - PLANTS Database
  - Plants For A Future
  - Plants of the World Online
  - Portale della Flora d'Italia
  - Système d'information taxonomique intégré
  - TAXREF (INPN)
  - Tela Botanica
  - Tropicos
  - VASCAN
  - World Register of Marine Species
- Notices dans des dictionnaires ou encyclopédies généralistes :   - Nationalencyklopedin
  - Store norske leksikon
- (en) JSTOR Plants : Artemisia campestris  (consulté le 27 août 2014).
- (fr) Base de données des plantes d'Afrique (BDPA) : Artemisia campestris L.  (consulté le 27 août 2014).
- (fr) Belles fleurs de France : Artemisia campestris (consulté le 27 août 2014).
- (en) Catalogue of Life : Artemisia campestris L. (consulté le 21 décembre 2020)
- (en) Flora of North America : Artemisia campestris  (consulté le 27 août 2014).
- (en) Flora of China : Artemisia campestris  (consulté le 27 août 2014).
- (en) Flora of Missouri : Artemisia campestris  (consulté le 27 août 2014).
- (en) GRIN : espèce Artemisia campestris  L. (consulté le 27 août 2014).
- (fr) INPN : Artemisia campestris  L., 1753 (TAXREF)  (consulté le 27 août 2014).
- (fr + en) ITIS : Artemisia campestris  L. (consulté le 27 août 2014).
- (en) NCBI : Artemisia campestris (taxons inclus) (consulté le 27 août 2014).
- (fr) Tela Botanica (France métro) : Artemisia campestris (consulté le 27 août 2014).
- (en) The Plant List : Artemisia campestris L.  (source : Global Compositae Checklist) (consulté le 27 août 2014).
- (en) The Plant List : Artemisia campestris Pursh Non valide  (source : Global Compositae Checklist) (consulté le 27 août 2014).
- (en) The Plant List : Artemisia campestris auct.hisp. ex Willk. & Lange Non valide  (source : Global Compositae Checklist) (consulté le 27 août 2014).
- (en) The Plant List : Artemisia campestris Scop. ex Steud. (Nom accepté: Artemisia maritima  Pourr. ex Willk. & Lange) Non valide  (source : Global Compositae Checklist) (consulté le 27 août 2014).
- (en) The Plant List : Artemisia campestris Kitam. Non valide  (source : Global Compositae Checklist) (consulté le 27 août 2014).
- (en) The Plant List : Artemisia campestris Ledeb. (Nom accepté: Artemisia pubescens  Ledeb.) Non valide  (source : Global Compositae Checklist) (consulté le 27 août 2014).
- (en) The Plant List : Artemisia campestris Turcz. ex DC. (Nom accepté: Artemisia ledebouriana  Besser) Non valide  (source : Global Compositae Checklist) (consulté le 27 août 2014).
- (en) Tropicos : Artemisia campestris L.  (+ liste sous-taxons) (consulté le 27 août 2014).

#### PourArtemisia campestrissubsp.cinereaLe Houér
- (fr) Base de données des plantes d'Afrique (BDPA) : Artemisia campestris subsp. cinerea Le Houér.  (consulté le 5 octobre 2013).